# Charles Shaw
Charles Henry Cornelius Shaw (30. maj 1845 i Teddington nær London, England – 24. maj 1918 i Fredensborg) var en engelskfødt dansk jurist og højesteretssagfører, far til Guy Shaw.
Shaw var søn af dr.med. og storbritannisk konsul Henry Norton Shaw og Hustru Theresia Wittrock. Student fra Borgerdydskolen på Christianshavn 1863, blev cand.jur. 1868, sagførerfuldmægtig hos Carl Christian Vilhelm Liebe samme år, overretssagfører 1873, højesteretssagfører 1878, sekretær i Landstinget 1876-88. Shaw var sekretær for Den Raben-Levetzauske Fond. Han blev Ridder af Dannebrog 1888, fik Dannebrogsmand 1909 og blev Kommandør af 2. grad 1917.
Han var Københavns Magistrats og Grosserer-Societetets juridiske konsulent, medlem af bestyrelserne for aktieselskaberne Th. Wessel & Vett, Gyldendalske Boghandel, Nordisk Forlag A/S og J.H. Schultz. Medlem af Centralkomitéen og formand for Københavns Sygehjem.
Han blev gift 24. maj 1871 med Agnes Helene Terese Fleron (12. marts 1850 i København - 25. april 1918 i Fredensborg), datter af hofskrædder Louis Joseph Fleron og hustru Agnes Ahlmann.